# Братське (Тростянецька міська громада)
Бра́тське — село в Україні, у Тростянецькій міській громаді Охтирського районі Сумської області. Населення становить 8 осіб. Колишній орган місцевого самоврядування — Мащанська сільська рада.

## Географія
Село Братське знаходиться на правому березі річки Буймер, вище за течією на відстані 1 км розташоване село Оводівка, нижче за течією на відстані 2,5 км розташоване село Мащанка. Село оточене великим лісовим масивом (дуб).